# تسوباسا يوناغا
تسوباسا يوناغا (代永翼 يوناغا تسوباسا) هو مؤدي أصوات ياباني ولد في 15 يناير 1984 في كاناغاوا.

## أدواره في الأنمي

### مسلسلات أنمي تلفزيونية
- الرمية الكبرى - رين ميهاشي
- الرمية الكبرى: بطولة الصيف - رين ميهاشي
- بليتش - شو كانّوغي
- غوين ساغا - ريموس
- كيوس;هيد - شوغن
- Special A - جون ياماموتو
- كيشين تايسن جيجانتيك فورميولا - شينغو سوا
- شوغو كارا! - يامادا
- شوغو كارا!! دوكي - يامادا, فويوكي كيريشيما
- بيرسونا ترينيتي سول - شيبا كوسو, واكابا كوسو
- نودامي كانتابيلي - يوشيتاكا نودا
- زعيم الشر في المقعد الأخير - هيروشي ميوا
- إم إم! - يوكينوجو تامورا
- إكس-من - فتى متحول
- تايغر آند باني - توني
- صاحب التعاويذ الأزرق - تاكارا
- بيرسونا 4 ذي أنيميشن - ناوكي كونيشي
- فري! - ناغيسا هازوكي
- فري! Eternal Summer - ناغيسا هازوكي
- فالفريف الثوري - بلو
- سورد آرت أونلاين - ساسامارو
- فتاة الغسق x فقدان الذاكرة - تييتشي نيا
- فايري تايل - روفوس لور
- وورلد تريغر - تسوكيهيكو آمو
- بياض الثلج ذات الشعر الأحمر - شوكا
- كاردفايت!! فانغارد - آيتشي سندو
- كاردفايت!! فانغارد: آسيا سيركيت - آيتشي سندو
- كاردفايت!! فانغارد: لينك جوكر - آيتشي سندو
- كاردفايت!! فانغارد: ليجن ميت - آيتشي سندو
- كاردفايت!! فانغارد (2018) - آيتشي سندو

### أنمي الإنترنت
- سيلور مون كريستال - سافير
- نينجا سلاير فروم أنيميشن - هيوج شوريكين

### أفلام أنمي
- كاردفايت!! فانغارد: نيون ميسايا - آيتشي سندو
- فري! تايمليس ميدلي - ناغيسا هازوكي
- فري! تيك يور ماركز - ناغيسا هازوكي
- الخطايا السبع المميتة: أسرى السماء - سولاد

## أدواره في ألعاب الفيديو
- تيلز أوف إكسيليا - جود ماثيس
- تيلز أوف إكسيليا 2 - جود ماثيس
- تيلز أوف ذا وورلد: ريف يونايتيا - جود ماثيس

## أدواره في الدبلجة اليابانية
- باتمان: الجرأة و الشجاعة - هيمي رايز/بلو بيتل, سكارلت سكاراب

## وصلات خارجية
- تسوباسا يوناغا على موقع IMDb (الإنجليزية)
- تسوباسا يوناغا على موقع ميوزك برينز (الإنجليزية)
- تسوباسا يوناغا على موقع قاعدة بيانات الفيلم (الإنجليزية)
- تسوباسا يوناغا على موقع ANN person (الإنجليزية)